# Стилске вежбе (представа)
Стилске вежбе (хрв. Stilske vježbe) је култна представа загребачког Театра ИТД (Teatar &TD), основаног у оквиру Студентскога центра Свеучилишта у Загребу, Урађена је према истоименој књизи француског књижевника Рејмона Кеноа из 1947. године. Премијерно је одиграна 19. јануара 1968. године, у адаптацији Тонка Мароевића и режији Томислава Радића. Првобитну глумачку поставку ове дуодраме чинили су Перо Квргић и Миа Оремовић. Јануара 1970. Оремовићеву је на сцени заменила Лела Маргитић. 
Представа је већ на премијери постигла огроман успех, а Квргић и Маргитићева играли су је више од 40 година на сценама широм некадашње Југославије. Освојила је бројне награде, а 2008. године уврштена је у штампано издање Гинисове књиге рекорда као најдуговјечнија представа на свету са истом глумачком поставом.
Томислав Радић је 2001. према адаптацији за представу снимио и истоимени телевизијски филм, са Пером Квргићем и Лелом Маргитић у главним улогама.

## О књизи
„Стилске вежбе“ Рејмона Кеноа су најславније књижевне варијације 20. века. О важности овог дела у светској књижевности Владимир Набоков каже: „Кеноове ′Стилске вежбе′ су узбудљиво ремек-дело и једна од најбољих прича у француској књижевности.“ У овој књизи Кено је једну сцену из француског аутобуса испричао на 99 различитих начина. На ову идеју писац је дошао после концерта „Уметност фуге“ у дворани Плејел у Паризу још пре Другог светског рата, али је првих 12 варијација написао у мају 1942, од којих је девет први пут објавио три године касније у белгијском надреалистичком часопису „Земља није долина суза“. У Француској је ово дело широко познато, али првенствено као прозни експериментални текст, а не као предложак за позоришну представу.